# Have You Seen Her Face
Have You Seen Her Face è un brano musicale dei The Byrds, composto dal bassista del gruppo Chris Hillman ed incluso nel loro album Younger Than Yesterday del 1967. La canzone fu pubblicata come terzo singolo (lato B Don't Make Waves) estratto dall'album il 22 maggio 1967. Il 45 giri raggiunse la posizione numero 74 nella classifica Billboard Hot 100 negli Stati Uniti.

## Il brano
Have You Seen Her Face venne composta dopo una sessione in studio con il trombettista Hugh Masekela, alla quale Hillman aveva partecipato nel 1966. Nel precedente album dei Byrds, Fifth Dimension, l'unico contributo compositivo di Hillman era stato un credito condiviso per lo strumentale Captain Soul, ma in Younger Than Yesterday sembrò "sbocciare" come autore firmando ben quattro tracce, oltre che essere coautore di So You Want to Be a Rock 'n' Roll Star insieme a Jim McGuinn.
I critici hanno menzionato la struttura stridente e la melodia della canzone, che è fortemente influenzata dai gruppi della British Invasion della metà degli anni '60 ed è completata dal basso melodico, suonato da Hillman "alla Paul McCartney". La canzone include anche un falso assolo di chitarra solista country & western suonato da McGuinn.

## Cover
Have You Seen Her Face è stata reinterpretata dai Southern Culture on the Skids nell'album Countrypolitan Favorites del 2007 e Marshall Crenshaw incluse una versione del brano nel suo album Live... My Truck Is My Home. Una versione di Have You Seen Her Face della band indie rock Sex Clark Five è stata inclusa come bonus track nella ristampa del 1996 del loro album Strum and Drum!.